# Saga Film
Pour les articles homonymes, voir Saga (homonymie).
 (avril 2012).
Si vous disposez d'ouvrages ou d'articles de référence ou si vous connaissez des sites web de qualité traitant du thème abordé ici, merci de compléter l'article en donnant les références utiles à sa vérifiabilité et en les liant à la section « Notes et références ».
 (novembre 2012).
Saga Film est une société de production cinématographique belge créée en 1987 par Hubert Toint.

## Historique
Fondée en 1987 par le producteur-réalisateur Hubert Toint, Saga Film se consacre à la création de courts métrages, de documentaires, de téléfilms et de longs métrages de fiction.

## Réalisateurs
Voici une liste non exhaustive de réalisateurs ayant travaillé avec Saga Film : 
- Thomas Vinterberg (Families Like Ours)
- Antonio Chavarrías (L'Abesse)
- Robert Lorenz (In the Land of Saint and Sinners)
- Lars Von Trier (The Kingdom Exodus)
- Jean-Laurent Chautems (Chroma)
- Milcho Manchevski (Willow)
- Laurent Larivière (Je suis un soldat)
- Sylvie Testud (La Vie d'une autre)
- Sylvain Estibal (Le Cochon de Gaza)
- Érick Zonca (Julia, La Vie rêvée des anges, Seule... )
- Frédéric Sojcher (Hitler à Hollywood, Cinéastes à tout prix... )
- Hubert Sauper (Le Cauchemar de Darwin, Seules avec nos histoires... )
- Olivier van Malderghem (Rondo, Off limites, Noir d'encre... )
- Pierre Lacan (Légitime Défense, Frédérique amoureuse... )
- Pascale Ferran (Lady Chatterley, Quatre jours à Ocoee, L'Âge des possibles...)
- Alain Guesnier (Va, petite !, Le serpent a mangé la grenouille... )
- Taylan Barman (9mm, Au-delà de Gibraltar... )
- Francis Reusser (La Guerre dans le Haut Pays, Voltaire et l'affaire Calas... )
- Olivier Marchal (36 quai des Orfèvres, Gangsters... )
- Beatriz Flores Silva (Masangeles, Putain de vie... )
- Marleen Gorris (Dans la tourmente, Carolina, Antonia et ses filles... )
- Marie Mandy (Voir (sans les yeux), Hubert Nyssen, Filmer le désir...)

## Productions, prix et nominations

### Productions
- L'Abbesse (2024)
- Families Like Ours (2024)
- In the Land of Saints and Sinners (2023)
- Beyond Black Beauty (2022)
- The Kingdom Exodus (2022)
- Chroma (2020)
- Willow (2019)
- Je suis un soldat (2015)
- Mirage d'amour (2014)
- The Price of Desire (2014)
- Amsterdam Stories USA (2013)
- La Marque des anges - Miserere (2013)
- Win Win (2013)
- La Confrérie des larmes (2013)
- La Vie d'une autre (2012)
- 2 Days in New York (2012)
- Yadel (2011)
- Légitime Défense (2011)
- Le Cochon de Gaza (2011)
- Nuit blanche (Sleepless Night) (2011)
- Rondo (2010)
- Hitler à Hollywood (2010)
- Dans la tourmente (2009)
- En chantier, monsieur Tanner ! (2009)
- Julia (2008)
- Masangeles (2008)
- Les Poissons marteaux (2008)
- 9mm (2008)
- Julia (2008)
- L'Autre Moitié (2007)
- Survivre avec les loups (2007)
- Lady Chatterley (2006)
- Tout pour plaire (2005)
- Le Cauchemar de Darwin (2005)
- Cinéastes à tout prix (2004)
- Voir (sans les yeux) (2004)
- Les Suspects (2004)
- Le Cou de la girafe (2004)
- Hubert Nyssen, Portrait en 22 fragments (2003)
- Pas si grave (2003)
- Gangsters (2002)
- Marie et le loup (2002)
- Bruxelles sur un plateau (2002)
- Va, petite ! (2002)
- Filmer le désir, Voyage à travers le cinéma des femmes (2001)
- Putain de vie (2001)
- Au-delà de Gibraltar (2001)
- Gao rang (Riz grillé) (2001)
- Le Troisième Œil (2001)
- Le vent de Mogador (2000)
- Traces, l'univers de Didier Mahieu (2000)
- Demain est un autre jour (1999)
- La Guerre dans le Haut Pays (1999)
- Les Hirondelles d'hiver (1999)
- Le mur de Taniperla (1999)
- Le Commissaire (1997)
- Ça ne se refuse pas (1997)
- Le Rêve de Gabriel (1996)
- Ilhéu da Contenda (1995)
- Black Dju (1995)
- Rue de l'abondance (1995)
- Le Dossier B. (1995)
- Le Fils du requin (1993)
- Shadow Boxing (1993)
- Signes de vie (1993)
- Marie (1993)
- L'Amour en deux (1990)
- Bleu marine (1990)
- Madame V., Monsieur S. (1989)
- Trombone en coulisse (1988)

### Prix et nominations
Voici une liste non exhaustive de prix et nominations obtenus par les productions de Saga Film :
- Prix Gaudí de l’Académie du Cinéma Catalan : Candidat dans la catégorie Meilleur Film en Langue Non-Catalane pour L'Abbesse.
- Nominations dans les catégories Meilleure Série et Meilleur Réalisateur ; Lauréat du Prix du Public aux Aarhus Series Awards pour la série Families Like Ours.
- Nomination au Festival International du Film de Venise pour In the Land of Saints and Sinners.
- Nomination au Festival International du Film de Venise pour The Kingdom Exodus.
- Sélection par la Macédoine pour représenter le pays à la 93ème édition des Oscars dans la catégorie Meilleur Film Etranger pour Willow.
- Sélection au Festival de Cannes 2015 - Section Un Certain Regard pour Je suis un soldat
- César 2012 de la meilleure 1re œuvre à la 37e édition des Césars pour Le Cochon de Gaza
- Sélection au Festival international de Berlin 2008 – Nomination pour le César 2008 de la meilleure actrice (Tilda Swinton) pour Julia
- César 2007 du meilleur Film - César 2007 de la meilleure actrice - César 2007 de la Meilleure adaptation - César 2007 des Meilleurs Costumes - César 2007 de la Meilleure Photo - Nomination pour l'Independent Spirit Award for best foreign film – Tribeca Film Festival's best actress (Marina Hands) pour Lady Chatterley
- Europa Cinemas Label Jury Award au Venice International Film Festival - César 2006 du meilleur 1er film pour Le Cauchemar de Darwin
- Sélection officielle au Festival international de Berlin 2002 pour Le Troisième Œil
- Prix d'interprétation masculine au Festival du film de Rabbat 2002 - Prix de la meilleure interprétation masculine, prix pour le meilleur second rôle et prix de la réalisation pour la meilleure première œuvre au Festival international du film d’Alexandrie 2002 pour Au-delà de Gibraltar
- Sélection officielle au Festival de Berlin 1999 pour La Guerre dans le Haut Pays
- Sélection officielle au Festival de Berlin 1998 pour Le Commissaire
- Prix de la Critique internationale au Festival de Venise 1993 pour Le Fils du requin